# NGC 3969
NGC 3969 est une très vaste galaxie lenticulaire située dans la constellation de la Coupe. NGC 3969 a été découverte par l'astronome américain Ormond Stone en 1886.

## Caractéristiques
Sa vitesse par rapport au fond diffus cosmologique est de 7 288 ± 30 km/s, ce qui correspond à une distance de Hubble de 107,5 ± 7,5 Mpc (∼351 millions d'al).